# Doppelmayr
Doppelmayr je rakouská strojírenská firma se sídlem ve Wolfurtu. Je světovým lídrem ve výrobě lanovek. Vyvíjí a vyrábí také výtahy, eskalátory, dopravníky, skladovací systémy, parkovací systémy. Je vlastněná společností Ropetrans AG v Rotkreuzu.

## Historie
Rodinná firma Doppelmayr byla založena v roce 1892 Konradem Doppelmayrem, první lyžařský vlek postavil v roce 1937 v Lechu am Arlberg. V roce 1955 převzal společnost jeho syn Artur Doppelmayr. V roce 1960 postavila firma v rakouském Obergurglu první jednosedačkovou lanovou dráhu. Zlom nastal v roce 1974, kdy firma v Mellau am Vorarlberg postavila první kabinkovou lanovou dráhu. V roce 1996 získal Doppelmayr švýcarskou firmu Von Roll z Thunu.
V roce 2002 se firma Doppelmayr sloučila s firmou Garaventa a vznikla společnost Doppelmayr/Garaventa Group.